# Cuglieri
Cuglieri – miejscowość i gmina we Włoszech, w regionie Sardynia, w prowincji Oristano. Graniczy z Narbolia, Santu Lussurgiu, Scano di Montiferro, Seneghe, Sennariolo i Tresnuraghes.
Według danych na rok 2004 gminę zamieszkiwało 3147 osób, 26,2 os./km².